# Baba Bedi XVI
Baba Bedi XVI, nato Baba Pyare Lal Bedi (Dera Baba Nanak, 5 aprile 1909 – Rivarolo Canavese, 31 marzo 1993), è stato un mistico indiano.
È considerato il sedicesimo discendente del fondatore del sikhismo, Guru Baba Nanak (1469-1539).
Ha diffuso il movimento spirituale dell'Era dell'acquario, la Filosofia acquariana, basata sull'esistenza di un'unica fonte divina e distaccata da qualsiasi religione esistente.
Era il padre dell'attore Kabir Bedi.

## Biografia
Baba Bedi XVI (Baba Pyare Lal Bedi) nacque nella regione del Punjab, in India. Studente universitario in India, all'Università di Oxford, all'Università Ruprecht Karl di Heidelberg e all'Università di Ginevra e ricercatore presso l'Università di Berlino. A Oxford sposò la compagna di università Freda Marie Houlston, a Berlino nel 1933 nacque il loro primo figlio: Ranga. Tornò in India nel 1934, partecipò alle attività politiche-rivoluzionarie di sinistra.
Dopo anni di lotte contro gli occupanti inglesi, fu incarcerato nel campo inglese di detenzione di Deoli, nel deserto del Thar. Negli anni successivi fu a capo della delegazione dell'India Settentrionale nel primo Congresso del Partito Comunista d'India; fu inoltre membro dell'esecutivo dell'Unione dei Contadini dell'India. Quando i cinesi invasero l'India formò il Fronte di resistenza dei Veterani Rivoluzionari. Fondò e diresse il trimestrale Contemporary India ed il settimanale Monday Morning.
Dal 1947 al 1952, dopo l'indipendenza dell'India e la spartizione tra Pakistan e India si dedicò a prestare aiuto ai profughi, poi, dal 1953 si, dedicò completamente alla vita spirituale, seguendo una sua strada personale, distaccata da qualsiasi religione. In questo periodo sua moglie Freda Bedi (1911-1977) – che aveva collaborato alla lotta di liberazione dell'India – diventa monaca buddista.

### L'attività spirituale
Nel 1961 Baba Bedi XVI fondò a Nuova Delhi l'Istituto di Ricerca sul Non-Conosciuto poi nel 1972 si trasferì in Italia, dove sviluppò la sua Filosofia Acquariana, basata sull'insegnamento della Terapia Vibrazionale e sullo sviluppo della personalità umana mediante l'Espressione Psichica. Nel 1981 organizzò a Milano il 2º Congresso Internazionale sulla Reincarnazione, dando inizio al Movimento Mondiale del “vivere secondo Coscienza Etica”, successivamente, nel 1977, alla morte della prima moglie, sposò Antonia Chiappini, sua compagna e collaboratrice e nel 1979 fondarono insieme il centro di Filosofia Acquariana.
In Italia il Centro di Filosofia Acquariana di Segrate continua la sua attività sotto la guida della moglie, Antonia Chiappini Bedi. Baba Bedi nel suo ultimo libro "La coscienza occhio dell'anima" ha scritto: «Questa nuova scuola di pensiero filosofico è sorta lavorando mano nella mano con mia moglie Antonia Chiappini Bedi e a lei va la gratitudine della mia anima». Nel 1992 Baba Bedi XVI ha fondato a Cittadella l'Istituto di Pedagogia Acquariana con l'incarico di trasmettere il suo pensiero filosofico.

## Opere
- Baba Pyare Lal Bedi, Freda Houlston Bedi (1933-1934), India Analysed, London, Gollancz, (4 vol.)
- Baba Pyare Lal Bedi, Freda M. Houlston Bedi (1933), Gandhi: der Heilige und der Staatsmann in eigenen Aussprüchen, München, Ernst Reinhardt
- Baba Pyare Lal Bedi, Freda M. Houlston Bedi (1936), Karl Marx - Letters on India, Lahore, Contemporary India Publication
- Baba Pyare Lal Bedi (1940), Harvest from the Desert - the life and work of sir Ganga Ram, Lahore, Sir Ganga Ram Trust Society
- Baba Pyare Lal Bedi (1947), Muslims in U.S.S.R., Lahore, Indian Printing Works
- Baba Pyare Lal Bedi, Freda M. Houlston Bedi (1949), Sheikh Abdullah: his life and ideals
- Baba Pyare Lal Bedi, Mystic India, New Delhi, The Unity Book club of India, (3 vol.)
- Baba Pyare Lal Bedi (1957), Unto victory, New Delhi, The Unity Book club of India
- Baba Pyare Lal Bedi, Holy commandments of Hazrat Nizamuddin Aulia, New Delhi, The Unity Book club of India
- Baba Pyare Lal Bedi, Praise Divine, New Delhi, The Unity Book club of India
- Baba Pyare Lal Bedi, The Middle Path, New Delhi, The Unity Book club of India
- Baba Pyare Lal Bedi (1962), Hands off West Irian: Indonesia's national demand from Dutch colonialists
- Baba Pyare Lal Bedi (1966), Prophet of the Full Moon: Guru Baba Nanak, founder master of Sikhism, New Delhi, Chaudhari Publishers
- Baba Pyare Lal Bedi (1968), The art of the temptress, Bombay, Pearl books
- Baba Pyare Lal Bedi (1969), The Pilgrim's way, Patiala, Punjabi University
- Baba Pyare Lal Bedi (1971), Sunrise with the Pahalvis, New Delhi, The Unity Book club of India
- Baba Bedi (1972), Guru Baba Nanak, Italia (Cremona), La Nuova Via Editrice, (C) Istituto di ricerca del non-conosciuto di Cremona
- Baba Pyare Lal Bedi, Conscience as Dynamics of the Psychic for Human Well-being, New Delhi, Institute for Inquiry Into the Unknown
- Baba Pyare Lal Bedi, Mystic & ecstacy eros, New Delhi, Institute for Inquiry Into the Unknown
- Baba Pyare Lal Bedi, The dynamics of the occult, New Delhi, Unity Publishers
- Baba Bedi XVI (1977), L'Uomo Totale, Milano, Editrice Età di Urano
- Baba Bedi XVI (1979), Caratteristiche della Nuova Era, Segrate, Centro di Filosofia Acquariana
- Baba Bedi XVI (1998), L'Uomo nell'Era dell'Acquario, 2a ed, Cittadella, Istituto di Pedagogia Acquariana
- Baba Bedi XVI (2008), La Coscienza Occhio dell'Anima, 2a ed, Cittadella, Istituto di Pedagogia Acquariana
- Baba Bedi XVI (2008), La vita dopo la morte, Cittadella, Istituto di Pedagogia Acquariana